# Андерс Беринг Брејвик
Андерс Беринг Брејвик (норв. Anders Behring Breivik; Осло, 13. фебруар 1979) норвешки је екстремни десничар, извршилац терористичких напада у Норвешкој 22. јула 2011. године, желећи да растури омладински скуп Радничке партије. Брејвик заступа десничарску милитантну идеологију, коју је овековечио у својој књизи „2083: Европска декларација независности“. У књизи, својеврсном манифесту, Брејвик изности своје погледе на свет, који се карактеришу национализмом и исламофобијом. Брејвик тврди да је потребно уништење ислама, наводног пројекта Еурабије и културног марксизма, да би се очувала хришћанска Европа.
Нешто пре закључења саслушања 17. априла 2012, тужиоци су питали оптуженог Брејвика шта је узроковало његову радикализацију. Изјавио је да су НАТО бомбардовање Србије током 1999. и напади терориста на Њујорк 2001. били „важни фактори“.
На првом саслушању након хапшења, Брејвик је признао да је извршио убиство 77 цивила, и то своје дело је назвао „гнусним, али неопходним“, такође рекавши да оно што је учинио није кривично дело и да он због тога не сноси кривичну одговорност. Он за себе тврди да је члан међународне антиисламске мреже, која има две ћелије у Норвешкој. Полиција доводи у питање веродостојност ових Брејвикових навода.
Дана 25. јула 2011, Брјивик је оптужен за „дестабилизацију или уништавање основних функција друштва“ и „стварање страха међу становништвом“, чинећи дела тероризма одређених кривичним правом. Суд му је одредио осам недеља у затвору, и то прве четири у самици, за време трајања судског поступка.
Психијатријски тим је 29. новембра 2011. године, донео закључак да је Брејвик у тренуцима када је извршио напад био неурачунљив, односно да је био у стању параноидне шизофреније. Након ове одлуке лекарског тима, Брејвику не може бити суђено, јер по норвешким законима нико не може бити процесуиран ако се докаже да је у тренутку извршења злочина био у несвесном стању.
Године 2013. норвешка новинарка и списатељица Осне Сејерштад објавила је књигу о Брејвику и о овом догађају, под називом Једна од нас. Прича о Андерсу Брејвику и масакру у Норвешкој.

## Биографија
Андерс Беринг Брејвик је рођен 13. фебруара 1979. године, у Ослу, главном граду Норвешке. Отац му је био економиста, а мајка је била медицинска сестра. Његов отац је радио као дипломата при амбасади Норвешке у Лондону, а касније и у Паризу. Због развода брака, Брејвик је живео са мајком и полусестром у западном делу Осла. Редовно је посећивао свога оца и маћеху у Паризу. Његова мајка се поново удала, за официра норвешке војске.

## Напад 2011.
Дана 22. јула 2011, Брејвик отишао на острво Утоја, место на коме се одржавао камп омладине Радничке партије. Представио се као полицајац, а потом отворио ватру на ненаоружане адолесценте, и том приликом убио њих 69. Најмлађа жртва је у том тренутку имала само 14 година. Два сата раније, у Ослу је експлодирала бомба, и том приликом је било убијено 8 људи. Када су полицајци стигли на острво, Брејвик није пружао отпор при хапшењу.
Брејвик је изјавио да је циљ напада у ствари његова жеља да очува Норвешку и западну Европу од муслимана који желе да је преузму. Док је био спровођен из притвора у суд и назад, окупљена маса му је скандирала :,, гореће у паклу“.
Брејвиков адвокат је за њега рекао да је луд, и да не може да одговара за своје поступке. Шефица норвешке службе безбедности је рекла да је Брејвик сасвим урачунљив, и да је способан за суђење. Брејвик је тада био подвргнут психијатријским прегледима, не би ли се установило његово здравствено и психичко стање. Брејвик је признао да је конзумирао тестостерон у дану пре напада, рекавши да је након тога постао знатно агресивнији.
Прва жртва је сахрањена 29. јула, и била је стара само 18 година.
Током притвора, Брејвик је одбио да буде фотографисан, јер жели да се у медијима и даље појављују његове слике које је сам направио : у униформи, ронилачком оделу, сакоу и масонској одори.

## Суђење
На суђењу Брејвик је признао да је одговоран за оно што се десило у нападу 22. јула. Рекао је и да у Ослу постоје две терористичке ћелије, али је одбио да их открије, док се не испуне његова два услова:
1. услов : Да норвешка влада поднесе оставку;
2. услов : Да Брејвик буде именован за врховног заповедника норвешке војске;

Главни тужилац Норвешке Тур-Аксел Буш је потврдио да је против Брејвика подигнута оптужница за тероризам и терористичке делатности. По норвешким законима, максимална казна за ово дело је 21 година затвора. Уколико суд буде против њега покрене тужбу за злочине против човечности, Брејвик би могао да добије казну не већу од 30 година затвора.
Психијатри су 29. новембра 2011. године, донели закључак да је Брејвик извршио напад у тренутку када је био неурачунљив, односно да је био у стању параноидне шизофреније. Брејвику не може бити процесуиран ако се докаже да је у тренутку извршења злочина био у несвесном стању, како налаже закон у Норвешкој. Осуђен је на 21 годину затвора 24. августа 2012. године.

## Списи

### Форуми
Јане Кристиансен, директорка норвешке полицијске безбедносне службе, изјавила је да је Брејвик одустао од насиља и претњи преко интернета, које су у главном биле умерене. Такође, она наводи да Брејвик никада није био део никаквих екстремистичких мрежа на интернету, као и да је написао много критичких текстова на форумима, који се тичу ислама.
У својим објавама на интернету, Брејвик исказује подршку Енглеском одбрамбеном савезу, и изразио интересовање за формирање сличних покрета и организација у Норвешкој. Брејвик је изражавао дивљења и према руском премијеру Владимиру Путину, рекавши за њега да је :,, фер и одличан лидер, који је вредан поштовања“. Портпарол руског премијера је осудио Брејвикове акције, назвавши га „ лудаком“.

### 2083: Европска декларација о независности
2083: Европска декларација о независности je Брејвиков лични манифест, састављен од 1.518 страна. Он га је путем е-маила упутио на 1.003 различитих адреса, само 90 минута пре извођења напада. Манифест садржи политичку расправу, конфесионални део, и акциони план. Брејвик верује да ће његов манифест и његова акција бити искра грађанског рата у Европи, који ће трајати деценијама, кроз три различите фазе, и кулминирати 2083. године, када ће се у Европи истребити марксисти, а муслимани из Европе бити протерани.
У манифесту Брејвик себе означава као „ правог европског хероја, затим „ спаситеља хришћанства``, и „ највећег бранилаца културног конзервативизма у Европи од 1950. године“.
Брејвик у манифесту наводи да се залаже за обнављање патријархата, који је потребан за очување европске културе. Он обећава, да ако његов покрет победи, неће успостављати патријархалне структуре, односно сталешко уређење.

## Политички и верски погледи

### Исламофобија
Брејвик је након напада у Норвешкој окарактерисан као екстремни десничар. Вршилац дужности полиције Норвешке је рекао да је вероватно исламофобија била главни мотив за Брејвиков напад, али то је остало да се утврди. Од стране медија, Брејвик је окарактерисан као хришћански фундаменталиста, хришћански терориста, националиста и екстремни десничар
Брејвик тврди да је Европска унија пројекат Еурабија и да је штетна за хришћане.
Брејвик тврди да је у контакту са Енглеским одбрамбеним савезом и са Норвешком одбрамбеном лигом. Он сматра да је потребно депортовати све муслимане из Европе.

### Хришћанство
Брејвик за себе каже да је умерено религиозан. Он се залаже за повратак протестаната у католичку цркву, чиме би се очувало јединство хришћанства. На свом Фејсбук профилу је навео да је хришћанин, мада има јако критичке ставове и према католичкој и према протестантској цркви. Брејвик је 2009. година написао :

 Протестантска црква је смешна. Свештеници у фармеркама који марширају до Палестине, изгледају као умањени шопинг центар. 

— Андерс Беринг Брејвик
Брејвик осуђује папу Бенедикта XVI због дијалога са исламом.

 Папа Бенедикт је напустио хришћанство и целу хришћанску Европу и сматрам га кукавичким, некомпетентним, корумпираним и нелегитимним папом. 

— Андерс Беринг Брејвик
Брејвик наводи да не могуће решење свргавање протестантске и католичке црквене хијерархије, након чега би Велики хришћански конгрес био постављен за нову европску цркву. Он је осудио и мисионарске делатности у Индији, али је подржао Хиндуистички покрет против индијских комуниста.
Америчка хришћанска штампа је нагласила да је Брејвик следбеник религије Неопаганизма.

## Утицај
Брејвик је себе идентификовао као љубитељ српских паравојних организација, Слободарске партије Аустрије, Народне партије Швајцарске и хинду национализма. Од људи на њега су утицај имали Винстон Черчил, јапански премијер Таро Асо, филозоф Џон Стјуарт Мил, први председник Републике Српске Радован Караџић, и многи други.
Брејвик је навео да је три пута посетио Белорусију, али се у званичним изворима наводи да ју је посетио само једном 2005. године, као туриста. Том приликом, на њега је снажан позитиван утицај оставила белоруска опозиција.